# Manoir Sainte-Catherine
Le manoir Sainte-Catherine est un manoir du XVe siècle situé à Lisieux dans le département du Calvados en Normandie. 

## Localisation
Le manoir est situé au no 8 rue Paul-Banaston, dans un quartier religieux appelé Friche aux Chanoines. 

## Historique
Le manoir est bâti au XVe siècle.
Il est vendu comme bien national en 1791. 
Il est l'un des seuls vestiges des constructions édifiées dans le quartier de la Friche aux Chanoines, épargné par les bombardements et les incendies consécutifs lors de la bataille de Normandie. 
Les façades et les toitures du manoir ont été inscrites aux monuments historiques par un arrêté du 7 octobre 1935.

## Description
L'édifice est à pans de bois.
Il comporte un encorbellement répandu des constructions lexoviennes postérieures à la guerre de Cent Ans.

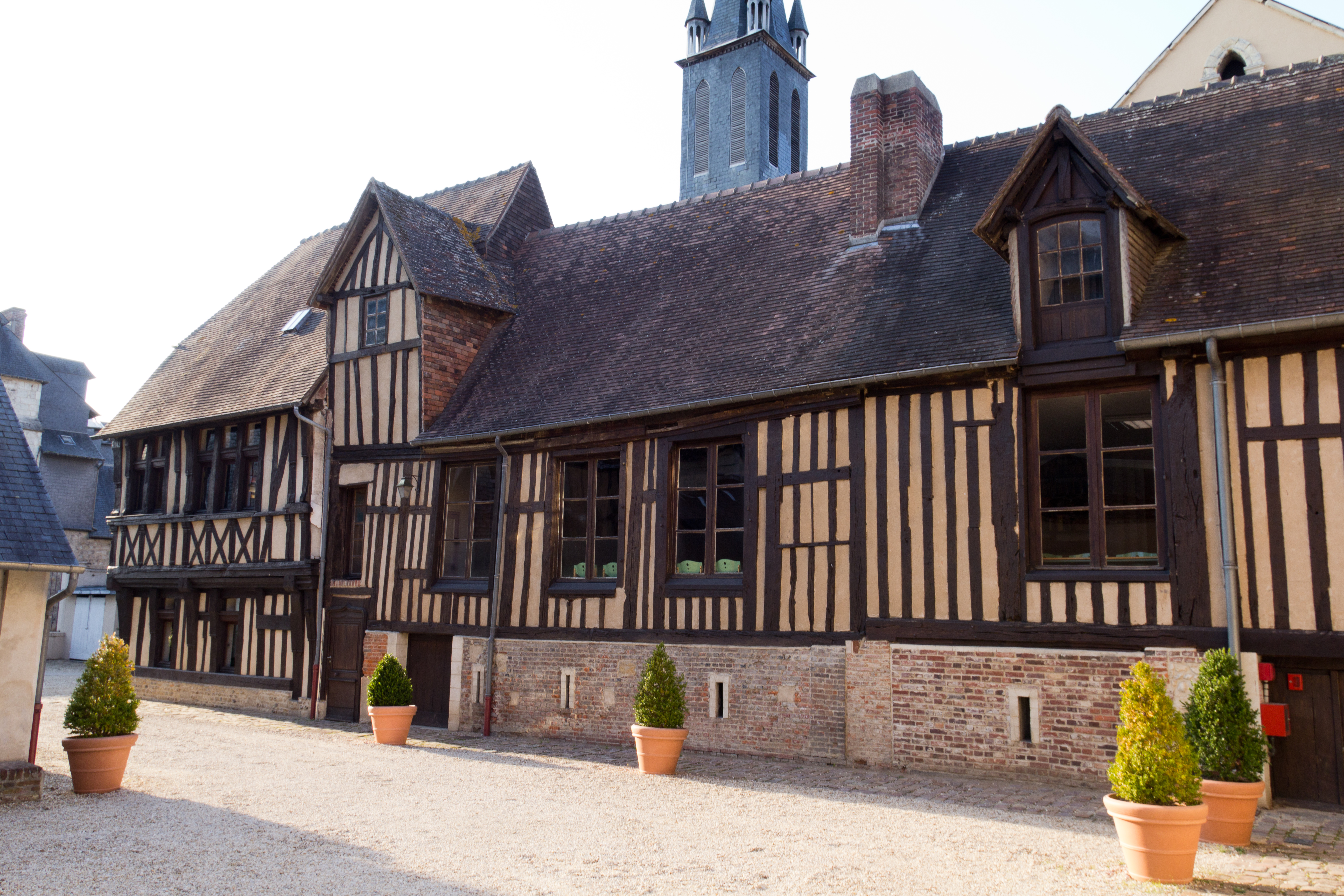
La façade sud du manoir.